# Margaret Elizabeth Barr-Bigelow
Margaret Elizabeth Barr-Bigelow, née le 16 avril 1923 au Manitoba et décédée le 1er avril 2008, était une mycologue canadienne connue pour ses travaux avec les Ascomycota. L'abréviation d'auteur standard utilisé pour l'indiquer comme auteur pour citer des noms botaniques est « M.E.Barr ».

## Biographie
Margaret Barr est née le 16 avril 1923 à Elkhorn au Manitoba. Elle a étudié à l'Université de la Colombie-Britannique d'où elle a été diplômée d'un baccalauréat en 1950 et d'une maitrise en 1952. En 1952, elle a obtenu son Ph.D. pour son ouvrage The taxonomic position of the genus Mycosphaerella as shown by comparative developmental studies. Par la suite, elle travailla à l'Université de Montréal et, de 1957 à 1987, à l'université du Massachusetts à Amherst. De 1976 à 1980, elle a été l'éditrice en chef de Mycologia. Elle meurt le 1er avril 2008 à Sidney en Colombie-Britannique. Au cours de sa carrière, elle a publié plus de 150 articles scientifiques sur différentes espèces d'Ascomycota.

## Héritage
Plusieurs genres et espèces de Fungi ont été nommés au nom de Margaret Barr :
- Barella
- Barria (en)
- Barrina (en)
- Barrmaelia (en)
- Margaretbarromyces (en)
- Mebarria (en)
- Bricookea barriae
- Gibbera barriae
- Hysterium barrianum
- Leptosphaeria barriae
- Paraphaeosphaeria barriae
- Phaeosphaeria barriae
- Plagiostoma barriae
- Trichometasphaeria barriae
- Wettsteinina barriae